# Ecuación de Batchelor-Chandrasekhar
La ecuación de Batchelor-Chandrasekhar es la ecuación de evolución para las funciones escalares, que define el tensor de correlación de velocidad de dos puntos de una turbulencia axisimétrica homogénea, llamada así por George Batchelor y Subrahmanyan Chandrasekhar. Desarrollaron la teoría de la turbulencia asimétrica axial a partir del trabajo de Howard P. Robertson sobre la turbulencia isotrópica utilizando un principio invariante. Esta ecuación es una extensión de la ecuación de Kármán-Howarth de la turbulencia isotrópica con simetría axial.

## Descripción matemática
La teoría se basa en el principio de que las propiedades estadísticas son invariantes para las rotaciones en una dirección particular y para las reflexiones en planos que contienen {\displaystyle {\boldsymbol {\lambda }}} y perpendicular a {\displaystyle {\boldsymbol {\lambda }}} y perpendicular a {\displaystyle {\boldsymbol {\lambda }}}. Este tipo de asimetría de eje se denomina a veces simetría de eje fuerte o simetría de eje en sentido fuerte, opuesta a la asimetría de eje débil, donde las reflexiones en planos perpendiculares a {\displaystyle {\boldsymbol {\lambda }}} o planos que contienen {\displaystyle {\boldsymbol {\lambda }}} no están permitidas.
La correlación de dos puntos para una turbulencia homogénea debe ser: 
{\displaystyle R_{ij}(\mathbf {r} ,t)={\overline {u_{i}(\mathbf {x} ,t)u_{j}(\mathbf {x} +\mathbf {r} ,t)}}.}
Una sola función escalar describe este tensor de correlación en la turbulencia isotrópica, mientras que en el caso de la turbulencia axisimétrica, son suficientes dos funciones escalares  para especificar de forma única el tensor de correlación. De hecho, Batchelor fue incapaz de expresar el tensor de correlación en términos de dos funciones escalares, pero terminó con cuatro funciones escalares; sin embargo, Chandrasekhar demostró que podía expresarse con solo dos funciones escalares expresando el tensor solenoide axisimetrico como el rizo de un tensor de inclinación axisimétrica general (tensor no invariable de reflexión).
Si se deja que {\displaystyle {\boldsymbol {\lambda }}} sea el vector unitario que define el eje de simetría del flujo, entonces se tienen dos variables escalares, {\displaystyle \mathbf {r} \cdot \mathbf {r} =r^{2}} y {\displaystyle \mathbf {r} \cdot {\boldsymbol {\lambda }}=r\mu }. Puesto que {\displaystyle |{\boldsymbol {\lambda }}|=1}, está claro que {\displaystyle \mu } representa el coseno del ángulo entre {\displaystyle {\boldsymbol {\lambda }}} and {\displaystyle \mathbf {r} }.
Si se deja que {\displaystyle Q_{1}(r,\mu ,t)} y {\displaystyle Q_{2}(r,\mu ,t)}  sean las dos funciones escalares que describen la función de correlación, entonces el tensor axisimétrico más general que es solenoidal (incompresible) viene dado por
{\displaystyle R_{ij}=Ar_{i}r_{j}+B\delta _{ij}+C\lambda _{i}\lambda _{j}+D\left(\lambda _{i}r_{j}+r_{i}\lambda _{j}\right)}
donde
{\displaystyle {\begin{aligned}A&=\left(D_{r}-D_{\mu \mu }\right)Q_{1}+D_{r}Q_{2},\\B&=\left[-\left(r^{2}D_{r}+r\mu D_{\mu }+2\right)+r^{2}\left(1-\mu ^{2}\right)D_{\mu \mu }-r\mu D_{\mu }\right]Q_{1}-\left[r^{2}\left(1-\mu ^{2}\right)D_{r}+1\right]Q_{2},\\C&=-r^{2}D_{\mu \mu }Q_{1}+\left(r^{2}D_{r}+1\right)Q_{2},\\D&=\left(r\mu D_{\mu }+1\right)D_{\mu }Q_{1}-r\mu D_{r}Q_{2}.\end{aligned}}}
Los operadores diferenciales que aparecen en las expresiones anteriores se definen como
{\displaystyle {\begin{aligned}D_{r}&={\frac {1}{r}}{\frac {\partial }{\partial r}}-{\frac {\mu }{r^{2}}}{\frac {\partial }{\partial \mu }},\\D_{\mu }&={\frac {1}{r}}{\frac {\partial }{\partial \mu }},\\D_{\mu \mu }&=D_{\mu }D_{\mu }={\frac {1}{r^{2}}}{\frac {\partial ^{2}}{\partial \mu ^{2}}}.\end{aligned}}}
Entonces las ecuaciones de evolución, forma equivalente de la ecuación de Kármán-Howarth, para las dos funciones escalares están dadas por
{\displaystyle {\begin{aligned}{\frac {\partial Q_{1}}{\partial t}}&=2\nu \Delta Q_{1}+S_{1},\\{\frac {\partial Q_{2}}{\partial t}}&=2\nu \left(\Delta Q_{2}+2D_{\mu \mu }Q_{1}\right)+S_{2}\end{aligned}}}
donde {\displaystyle \nu } es la viscosidad cinemática y
{\displaystyle \Delta ={\frac {\partial ^{2}}{\partial r^{2}}}+{\frac {4}{r}}{\frac {\partial }{\partial r}}+{\frac {1-\mu ^{2}}{r^{2}}}{\frac {\partial ^{2}}{\partial \mu ^{2}}}-{\frac {4\mu }{r^{2}}}{\frac {\partial }{\partial \mu }}.}
Las funciones escalares {\displaystyle S_{1}(r,\mu ,t)} y {\displaystyle S_{2}(r,\mu ,t)} están relacionadas con el tensor triplemente correlacionado {\displaystyle S_{ij}}, exactamente de la misma manera que {\displaystyle Q_{1}(r,\mu ,t)} y {\displaystyle Q_{2}(r,\mu ,t)} están relacionadas con el tensor de dos puntos correlacionado {\displaystyle R_{ij}}. El tensor triplemente correlacionado es
{\displaystyle S_{ij}={\frac {\partial }{\partial r_{k}}}\left({\overline {u_{i}(\mathbf {x} ,t)u_{k}(\mathbf {x} ,t)u_{j}(\mathbf {x} +\mathbf {r} ,t)}}-{\overline {u_{i}(\mathbf {x} ,t)u_{k}(\mathbf {x} +\mathbf {r} ,t)u_{j}(\mathbf {x} +\mathbf {r} ,t)}}\right)+{\frac {1}{\rho }}\left({\frac {\overline {\partial p(\mathbf {x} ,t)u_{j}(\mathbf {x} +\mathbf {r} ,t)}}{\partial r_{i}}}-{\frac {\overline {\partial p(\mathbf {x} +\mathbf {r} ,t)u_{i}(\mathbf {x} ,t)}}{\partial r_{j}}}\right).}
Aquí {\displaystyle \rho } es la densidad del fluido.

## Propiedades
- La traza del tensor correlacionado se reduce a

{\displaystyle R_{ii}=r^{2}\left(1-\mu ^{2}\right)\left(D_{\mu \mu }Q_{1}-D_{r}Q_{2}\right)-2Q_{2}-2\left(r^{2}D_{r}+2r\mu D_{\mu }+3\right)Q_{1}.}
- La condición de homogeneidad {\displaystyle R_{ij}(-\mathbf {r} )=R_{ji}(\mathbf {r} )} implica que {\displaystyle Q_{1}} y {\displaystyle Q_{2}} son funciones pares de {\displaystyle r} y de {\displaystyle r\mu }.

## Decaimiento de la turbulencia
Durante el decaimiento, si se desprecian los escalares de triple correlación, entonces las ecuaciones se reducen a ecuaciones del mismo tipo que las ecuaciones del calor de cinco dimensiones simétricas axialmente,
{\displaystyle {\begin{aligned}{\frac {\partial Q_{1}}{\partial t}}&=2\nu \Delta Q_{1},\\{\frac {\partial Q_{2}}{\partial t}}&=2\nu \left(\Delta Q_{2}+2D_{\mu \mu }Q_{1}\right)\end{aligned}}}
Las soluciones a estas ecuaciones del calor de cinco dimensiones fueron resueltas por Chandrasekhar. Las condiciones iniciales pueden expresarse en términos de polinomios de Gegenbauer (sin pérdida de generalidad),
{\displaystyle {\begin{aligned}Q_{1}(r,\mu ,0)&=\sum _{n=0}^{\infty }q_{2n}^{(1)}(r)C_{2n}^{\frac {3}{2}}(\mu ),\\Q_{2}(r,\mu ,0)&=\sum _{n=0}^{\infty }q_{2n}^{(2)}(r)C_{2n}^{\frac {3}{2}}(\mu ),\end{aligned}}}
donde {\displaystyle C_{2n}^{\frac {3}{2}}(\mu )} son los polinomios de Gegenbauer. Las soluciones buscadas son
{\displaystyle {\begin{aligned}Q_{1}(r,\mu ,t)&={\frac {e^{-{\frac {r^{2}}{8\nu t}}}}{32(\nu t)^{\frac {5}{2}}}}\sum _{n=0}^{\infty }C_{2n}^{\frac {3}{2}}(\mu )\int _{0}^{\infty }e^{-{\frac {r'^{2}}{8\nu t}}}r'^{4}q_{2n}^{(1)}(r'){\frac {I_{2n+{\frac {3}{2}}}\left({\frac {rr'}{4\nu t}}\right)}{\left({\frac {rr'}{4\nu t}}\right)^{\frac {3}{2}}}}\ dr',\\[8pt]Q_{2}(r,\mu ,t)&={\frac {e^{-{\frac {r^{2}}{8\nu t}}}}{32(\nu t)^{\frac {5}{2}}}}\sum _{n=0}^{\infty }C_{2n}^{\frac {3}{2}}(\mu )\int _{0}^{\infty }e^{-{\frac {r'^{2}}{8\nu t}}}r'^{4}q_{2n}^{(2)}(r'){\frac {I_{2n+{\frac {3}{2}}}\left({\frac {rr'}{4\nu t}}\right)}{\left({\frac {rr'}{4\nu t}}\right)^{\frac {3}{2}}}}\ dr'+4\nu \int _{0}^{t}{\frac {dt'}{[8\pi \nu (t-t')]^{\frac {5}{2}}}}\int \cdots \int \left({\frac {1}{r^{2}}}{\frac {\partial ^{2}Q_{1}}{\partial \mu ^{2}}}\right)_{r',\mu ',t'}e^{-{\frac {|r-r'|^{2}}{8\nu (t-t')}}}\ dx_{1}'\cdots dx_{5}',\end{aligned}}}
donde {\displaystyle I_{2n+{\frac {3}{2}}}} es la función de Bessel de primera especie. 
Como en {\displaystyle t\to \infty ,} las soluciones se vuelven independientes de {\displaystyle \mu }
{\displaystyle {\begin{aligned}Q_{1}(r,\mu ,t)&\to -{\frac {\Lambda _{1}e^{-{\frac {r^{2}}{8\nu t}}}}{48{\sqrt {2\pi }}(\nu t)^{\frac {5}{2}}}},\\Q_{2}(r,\mu ,t)&\to -{\frac {\Lambda _{2}e^{-{\frac {r^{2}}{8\nu t}}}}{48{\sqrt {2\pi }}(\nu t)^{\frac {5}{2}}}},\end{aligned}}}
donde
{\displaystyle {\begin{aligned}\Lambda _{1}&=-\int _{0}^{\infty }q_{2n}^{(1)}(r)\ dr\\\Lambda _{2}&=-\int _{0}^{\infty }q_{2n}^{(2)}(r)\ dr\end{aligned}}}